# ブラッドタイプ・ハラスメント
ブラッドタイプ・ハラスメント（略称ブラハラ、和製英語: blood-type harassment）とは、血液型を理由にして行われる嫌がらせである。心理学者のサトウタツヤが1994年に提唱した。こうした嫌がらせは、血液型性格分類と関連している。

## 日本での提唱
1994年、当時福島大学の助教授（後に立命館大学教授）であった心理学者のサトウタツヤ（佐藤達哉）は、少数派の集団の方が評価が低いという2個の研究を元にして、このことが日本での血液型の小集団であるAB型の人々の印象が悪かった調査結果の原因だと考え、不当な評価が行われる小集団のAB型の人々は苦痛になっている可能性が高い、とした。このことは、血液型と性格に関係があるかどうかということではない。単に人数的に少数というだけで、セクシャルハラスメントのような嫌がらせを受けることにつながるため、ブラッドタイプ・ハラスメントという用語を作り『現代のエスプリ』で発表した。加害者は、多数派の血液型であることが想像されるとし、血液型を話題にすることで、ある一部の人に心理的な苦痛を味わわせている、とした。
心理学者の菊池聡は、1997年に思想雑誌『望星』でこの考えを紹介し、B型やAB型は、わがまま、自己中、二重人格とよくないイメージで表現され、これは人口比が少ないことと関係があり、こうした人が血液型の話題を持ち出された時の嫌な思いは、多数派にはなかなか理解できないとしている。菊池聡は1998年に文化雑誌『月間百科』でも佐藤によるAB型の評価の研究を紹介しながら、特にAB型によくない評価が集中する少数派差別の構造的な差別性に言及し、ブラッドタイプ・ハラスメントという言葉で取り上げられていると紹介する、また講義でこのように紹介していくと最後に学生が「ところで先生の血液型は？」と質問するので心理学者の戦いは続く、と結んでいる。
サトウの1992年の論文「血液型性格関連説がなぜ日常生活に欠かせない話題として定着しているのかを考察するために」や大村政男の著作のように血液型論が持続する原因を考察した場合、血液型についての非科学的な考えだが人間関係の構築を促す側面があるため役立つ面が多く、そのため受け入れられている状況が続いているとしている。血液型論の批判者にとっても、肯定的にとらえた場合には人間関係構築という利点が見出され、否定的にとらえた場合にはハラスメントや差別を生み出されるものとなる。話題として喚起することで「サトウがブラッドタイプハラスメントという少数者差別を作り出している」と批判を受けたこともある。

### 報道
英国放送協会は2012年に、日本の文化としての血液型性格分類を紹介し、少数派のAB型とB型が悪く言われ差別されることがあるため、日本では「ブラハラという言葉まで存在している」と報道している。
サトウタツヤは2008年に『朝日新聞be』への寄稿でも、少数派の血液型の方が不利な性格が示されており、嫌われないかと思った女性が彼氏に嘘の血液型を教えていた例を紹介して、性格が悪くみられれば偏見や差別につながりかねないとした。
サトウは、2013年の『読売新聞』への寄稿でも、少数派の血液型への評価が否定的になりがちで、ブラッドタイプハラスメントだと紹介している。サトウによる問題提起とは異なるが、『読売新聞』がブラッドタイプ・ハラスメントに言及し、1行にも満たない言及で、血液型による人事などでの差別に言及したこともある。

## 意識調査
聖徳大学心理学科講師の山岡重行は血液型によるイメージを調査し、1999年、2005年、2009年の調査でも多数派のA型とO型のイメージが良いのに対し、少数派のB型とAB型は悪かったが、AB型のイメージは2009年に向けて改善されていき、B型よりも良くなった。AB型のイメージが「変人」から「天才」へと言い換えられてきたためで、これに対応して血液型と性格にまつわる不快体験の経験率は、AB型は1999年に約50%だったが2009年には約30%となった。いずれの年度でもB型は約50%、O型とAB型は20%前後と変わりがない。
2016年に30超のハラスメントを800人にアンケートを実施したところ、62%の人がすべての種類がハラスメントに該当すると答えたものの、これを除いてハラスメントだと「思わないもの」の2位にブラハラが該当した。
約2割がブラハラという言葉を認知しており、約1割が内容を知っており、約4割が経験ありと回答、Timersが2015年に男女649人に実施した「ブラハラに関する意識調査」による。日本の成人男女の中で「血液型を聞かれると不快」との回答は15.7％で、この調査はしらべぇ編集部が2014年から2015年に成人1500名に対し実施した。